# Martim Lourenço da Cunha
Martim Lourenço da Cunha (?-?) foi um Rico-homem do Reino de Portugal e o fundador da Quinta da Cunha Nova na localidade de Lamízios, freguesia de Santo André de Parada em Vila do Conde. Exerceu o padroado do Mosteiro de São Simão da Junqueira, que foi fundado no Século XI no concelho de Vila do Conde.

## Relações familiares
Foi filho de Lourenço Fernandes da Cunha (1180 -?) e de Sancha Lourenço Macieira filha de Lourenço Gomes de Maceira. Casou com Sancha Garcia de Penha (c. 1210 -?) filha de Garcia Fernandes de Penha (1180 -?) e de Teresa Pires de Baião (1190 -?), de quem teve:
1. João Martins da Cunha (c. 1240 -?) que casou por duas vezes, a primeira com Maria Soares de Azevedo filha de Soeiro Pires de Azevedo (1180 -?) e de Constança Afonso Gato (c. 1180 -). O segundo casamento foi com Sancha Vasques Pimentel filha de Vasco Martins Pimentel (1220 -?) e de Maria Gonçalves Portocarreiro;
2. Lourenço Martins da Cunha (1250 -?) casou com Maria Louzão de Eloy Froy (1260 ?);
3. Gonçalo Martins da Cunha (c. 1240 -?), “o Camelo”, casado com  Teresa Anes de Portocarreiro;
4. Fernão Martins da Cunha (c. 1240 -?) casado com Ouroana Pires Velho;
5. Maria Martins da Cunha casado com Gonçalo Pires de Portocarreiro.